# هندرسون (تينيسي)
هندرسون (بالإنجليزية: Henderson, Tennessee)‏ هي مدينة تقع بولاية تينيسي في وسط شرق الولايات المتحدة. تبلغ مساحة هذه المدينة 14.9 (كم²)، وترتفع عن سطح البحر 136 م، بلغ عدد سكانها 5670 نسمة في عام 2010 حسب إحصاء مكتب تعداد الولايات المتحدة وتصل الكثافة السكانية فيها 382.9 نسمة/كم2.

## التركيبة السكانية
حدّد مكتب تعداد الولايات المتحدة بيانات التركيبة السكانية لهندرسون في تعداد الولايات المتحدة. في ما يلي، التركيبة السكانية حسب تعدادي 2000 و2010.

### تعداد عام 2000
بلغ عدد سكان هندرسون 5,670 نسمة بحسب تعداد عام 2000، وبلغ عدد الأسر 1,896 أسرة وعدد العائلات 1,271 عائلة مقيمة في المدينة. في حين سجلت الكثافة السكانية 279.4 نسمة لكل كيلومتر مربع (723.6/ميل2). وبلغ عدد الوحدات السكنية 2,072 وحدة بمتوسط كثافة قدره 102.1 لكل كيلومتر مربع (264.4/ميل2).
وتوزع التركيب العرقي للمدينة بنسبة 80.09% من البيض و17.87% من الأمريكيين الأفارقة و0.09% من الأمريكيين الأصليين و0.41% من الأمريكيين ذوي الأصول الآسيوية و0.37% من الأعراق الأخرى و1.18% من عرقين مختلطين أو أكثر و1.52% من الهسبانيون أو اللاتينيون من أي عرق.
بلغ عدد الأسر 1,896 أسرة كانت نسبة 35.4% منها لديها أطفال تحت سن الثامنة عشر تعيش معهم، وبلغت نسبة الأزواج القاطنين مع بعضهم البعض 47% من أصل المجموع الكلي للأسر، ونسبة 16.6% من الأسر كان لديها معيلات من الإناث دون وجود شريك،  بينما كانت نسبة 3.5% من الأسر لديها معيلون من الذكور دون وجود شريكة وكانت نسبة 33% من غير العائلات. تألفت نسبة 28.7% من أصل جميع الأسر من عدة أفراد يعيشون في نفس المنزل ونسبة 14.3% كانت تتألف من شخص يعيش بمفرده يبلغ من العمر 65 عاماً أو أكثر. وبلغ متوسط حجم الأسرة المعيشية 2.41، أما متوسط حجم العائلات فبلغ 2.96.
بلغ العمر الوسطي للسكان 27.3 عاماً. وكانت نسبة 21.5% من القاطنين تحت سن الثامنة عشر، وكانت نسبة 9% بين الثامنة عشر والرابعة والعشرين عاماً، ونسبة 21.8% كانت واقعةً في الفئة العمرية ما بين الخامسة والعشرين والرابعة والأربعين عاماً، ونسبة 15.8% كانت ما بين الخامسة والأربعين والرابعة والستين، ونسبة 12.6% كانت ضمن فئة الخامسة والستين عاماً فما فوق. يوجد لكل 100 أنثى 87.4 ذكر، ويوجد لكل 100 أنثى في الثامنة عشر من عمرها فما فوق 80.9 ذكر.
بلغ متوسط دخل الأسرة في المدينة 32,648 دولارًا، أما متوسط دخل العائلة فبلغ 40,907 دولارًا. وكان متوسط دخل الذكور 32,215 دولارًا مقابل 22,258 دولارًا للإناث. وسجل دخل الفرد الخاص بالمدينة 16,735 دولارًا. وكانت نسبة 15.4% من العائلات ونسبة 19% من السكان تحت خط الفقر، وكان من هؤلاء نسبة 28% تحت سن الثامنة عشر ونسبة 20.1% في الخامسة والستين من العمر وما فوق.

### تعداد عام 2010
بلغ عدد سكان هندرسون 6,309 نسمة بحسب تعداد عام 2010، وبلغ عدد الأسر 2,041 أسرة وعدد العائلات 1,357 عائلة مقيمة في المدينة. في حين سجلت الكثافة السكانية 310.9 نسمة لكل كيلومتر مربع (805.2/ميل2). وبلغ عدد الوحدات السكنية 2,273 وحدة بمتوسط كثافة قدره 112 لكل كيلومتر مربع (290.1/ميل2).
وتوزع التركيب العرقي للمدينة بنسبة 79.68% من البيض و16.14% من الأمريكيين الأفارقة و0.48% من الأمريكيين الأصليين و0.44% من الأمريكيين ذوي الأصول الآسيوية و0.02% من سكان جزر المحيط الهادئ و1.24% من الأعراق الأخرى و2.01% من عرقين مختلطين أو أكثر و2.88% من الهسبانيون أو اللاتينيون من أي عرق.
بلغ عدد الأسر 2,041 أسرة كانت نسبة 36% منها لديها أطفال تحت سن الثامنة عشر تعيش معهم، وبلغت نسبة الأزواج القاطنين مع بعضهم البعض 43.4% من أصل المجموع الكلي للأسر، ونسبة 18.4% من الأسر كان لديها معيلات من الإناث دون وجود شريك،  بينما كانت نسبة 4.8% من الأسر لديها معيلون من الذكور دون وجود شريكة وكانت نسبة 33.5% من غير العائلات. تألفت نسبة 29.5% من أصل جميع الأسر من عدة أفراد يعيشون في نفس المنزل ونسبة 13% كانت تتألف من شخص يعيش بمفرده يبلغ من العمر 65 عاماً أو أكثر. وبلغ متوسط حجم الأسرة المعيشية 2.49، أما متوسط حجم العائلات فبلغ 3.04.
بلغ العمر الوسطي للسكان 27.1 عاماً. وكانت نسبة 21.6% من القاطنين تحت سن الثامنة عشر، وكانت نسبة 25.6% بين الثامنة عشر والرابعة والعشرين عاماً، ونسبة 21% كانت واقعةً في الفئة العمرية ما بين الخامسة والعشرين والرابعة والأربعين عاماً، ونسبة 17.7% كانت ما بين الخامسة والأربعين والرابعة والستين، ونسبة 14.1% كانت ضمن فئة الخامسة والستين عاماً فما فوق. وتوزع التركيب الجنسي للسكان بنسبة 44.7% ذكور و55.3% إناث.

## أعلام
- إدي أرنولد
- جاك دالتون
- سو شيلتون وايت
- جون إل. هيد

## وصلات خارجية
- The US50 - Cities and Towns in Tennessee State